# Vol Airlines PNG 4684
Le vol Airlines PNG 4684 (CG4682/TOK4684) était un vol intérieur régulier de passagers opéré par la compagnie aérienne papou-néo-guinéenne Airlines PNG, reliant l'aéroport de Port Moresby-Jacksons de la capitale Port Moresby à l'aéroport de Kokoda dans la province d'Oro, en Papouasie-Nouvelle-Guinée. Le 11 août 2009, l'appareil assurant ce vol, un De Havilland Canada DHC-6 Twin Otter, s’est écrasé dans une forêt de la vallée de Kokoda — un site de randonnée populaire — alors qu’il transportait 13 personnes par mauvais temps. Une opération de recherche et de sauvetage a été menée par les autorités, qui ont retrouvé l’épave de l’avion le lendemain, 12 août 2009. L’appareil était gravement endommagé, et les secouristes n’ont trouvé aucun signe de vie. L’agence de recherche et de sauvetage de Papouasie-Nouvelle-Guinée a ensuite annoncé que toutes les personnes à bord avaient été tuées sur le coup lors de l’accident.
La Commission d'enquête sur les accidents de Papouasie-Nouvelle-Guinée (AIC) a mené une enquête sur les causes de l'accident et a publié un rapport final concluant que l'avion s'était écrasé en raison d’une erreur de pilotage. L'appareil avait dévié de sa trajectoire initiale et les repères visuels dans le col de Kokoda étaient obscurcis par les nuages, empêchant les pilotes de percevoir leur proximité avec le sol. L’AIC a classé l'accident comme un impact sans perte de contrôle.

## Accident

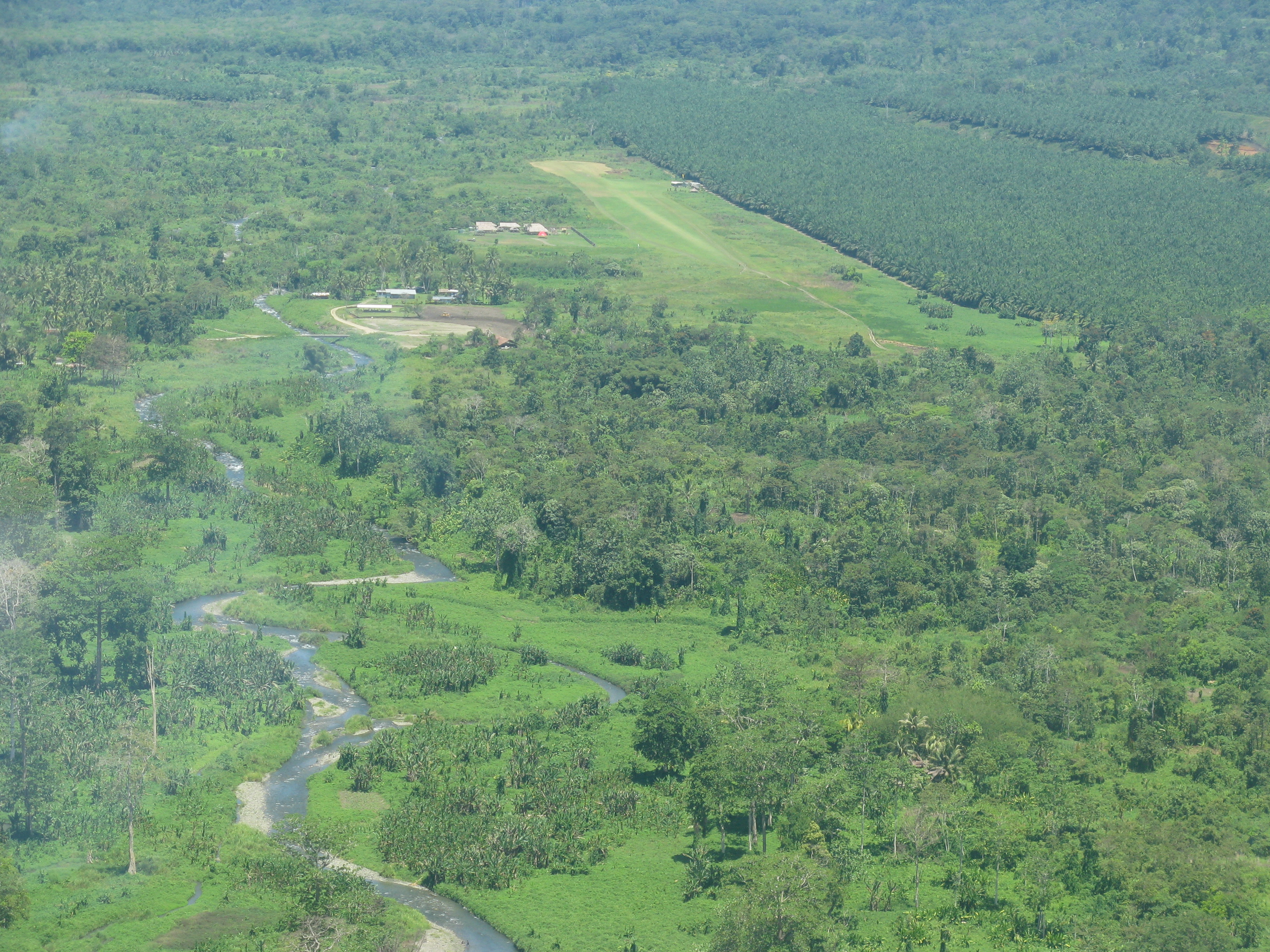
Piste d'atterrissage de Kokoda, l'aéroport de destination, photographiée en 2008.

L'avion a décollé de l'aéroport de Port Moresby-Jacksons à 10 h 50 heure locale, et a informé la tour de contrôle de Jacksons qu’il montait à 9 000 pieds en direction de Kokoda via le col de Kokoda, avec une heure d’arrivée estimée à 11h20. À 11h11, alors qu’il était en route vers Kokoda et en descente dans le col de Kokoda, l’équipage du vol 4684 a communiqué avec l’équipage d’un autre avion, immatriculé P2-KST, qui quittait Kokoda. Rien n’indiquait que l’équipage du vol 4684 rencontrait des problèmes techniques. Sur l’enregistrement de la tour de contrôle, on entend l’équipage dire : « Thank you very much, morning long you ». Ce fut la dernière communication du vol 4684.
Des témoins du village d’Isurava ont déclaré avoir vu un avion passer très bas au-dessus du village à peu près à l’heure estimée de l’accident. Des témoins du village voisin de Misima ont indiqué avoir entendu un avion passer près de leur village, mais ne pas avoir pu le voir à cause des nuages. Ils ont rapporté qu’un bruit sourd a été entendu au-dessus de leur village, puis que le bruit de l’avion s’est brusquement arrêté. La tour de contrôle de Port Moresby a alors perdu le contact avec le vol 4684,.
La tour de contrôle de Port Moresby a tenté de reprendre contact avec le vol 4684, allant jusqu’à demander aux avions dans la région de tenter de joindre l'appareil. N’ayant reçu aucune réponse, elle a contacté l’équipage du vol P2-MCD d’Airlines PNG, qui venait de décoller d’Efogi, pour savoir si le vol 4684 avait atterri à Kokoda. Les membres de l’équipage ont répondu que le vol P2-MCB n’avait pas atterri à Kokoda. La tour de contrôle a alors déclaré le vol 4684 en phase ALERFA (alerte), puis en phase DISTRESFA (détresse).
L’équipe de recherche et de sauvetage a fouillé la zone où le contact avait été perdu avec le vol 4684. Toutefois, l’opération a été gênée par de mauvaises conditions météorologiques, une faible visibilité et un terrain accidenté. Le 12 août 2009, un avion de recherche Dornier a capté un signal ELT dans la zone de recherche. Par la suite, une équipe de recherche et de sauvetage a retrouvé l’épave du vol 4684. L’avion était totalement détruit. Aucun signe de vie n’a été détecté sur le site de l’accident, et les autorités ont confirmé qu’il n’y avait aucun survivant,.

## Avion
L'appareil impliqué dans l'accident était un De Havilland Canada DHC-6 Twin Otter, immatriculé en Papouasie-Nouvelle-Guinée sous le numéro P2-MCB. Il portait le numéro de série PCE-PG0073. L’avion était configuré pour transporter 19 passagers et deux membres d’équipage, et avait une masse maximale au décollage de 5 670 kg. Il était équipé du matériel requis pour les vols IFR à deux pilotes, mais n'était pas doté de pilote automatique. L’appareil avait accumulé un temps de vol total de 46 700 heures. Il avait été construit en 1974.

## Passagers
L'appareil transportait 11 passagers et 2 membres d’équipage. Les passagers comprenaient huit touristes australiens en route pour faire la randonnée sur la Piste Kokoda, deux guides touristiques (un Australien et un Papouasien) de l'agence No Roads Expeditions, ainsi qu’un touriste japonais. Sept des neuf passagers australiens venaient de l’État de Victoria, et deux du Queensland. Parmi les passagers se trouvait le guide touristique à temps partiel Matthew Leonard, fils de Bill Leonard, inspecteur de police en Australie-Occidentale,,.
La capitaine était Jannie Moala, originaire de Papouasie-Nouvelle-Guinée. Elle avait accumulé 2 177 heures de vol, dont 1 836 sur Twin Otter. La commission d’enquête (AIC) n’a trouvé aucune preuve qu’elle ait été formée par Airlines PNG à l'utilisation du système de positionnement global (GPS). Cependant, les dossiers fournis par l’opérateur montraient que les modules de formation couvrant l’introduction et l’utilisation du GPS pour la navigation en route avaient été validés comme complétés par l’instructeur. Aucun élément ne précisait l’étendue réelle de cette formation ni le niveau de compréhension atteint par Moala. L’opérateur a indiqué qu’au moment de l’accident, un programme spécifique de formation GPS pour les approches non-précises était en cours d’introduction,.
Le copilote était le premier officier Rodney Souka, également originaire de Papouasie-Nouvelle-Guinée. Il comptait 2 150 heures de vol, dont 1 940 sur Twin Otter. L’AIC n’a trouvé aucune preuve qu’il ait été formé à l’utilisation du GPS par Airlines PNG,.

## Enquête
L’accident a été enquêté par la Commission d’enquête sur les accidents en Papouasie-Nouvelle-Guinée (AIC), avec l’assistance du Bureau australien de la sécurité des transports (ATSB). L’AIC n’a pu déterminer la cause de l’accident qu’en l’absence d’un enregistreur phonique (CVR) ou d’un enregistreur de données de vol (FDR), car ces équipements n’étaient pas obligatoires sur un Twin Otter. L’absence des enregistreurs de vol a nui à une compréhension complète de l’accident. Toutefois, un petit dispositif électronique de suivi GPS et de télémétrie était présent à bord. Grâce à la mémoire non volatile de l’appareil, l’ATSB a pu reconstituer partiellement la trajectoire de vol.

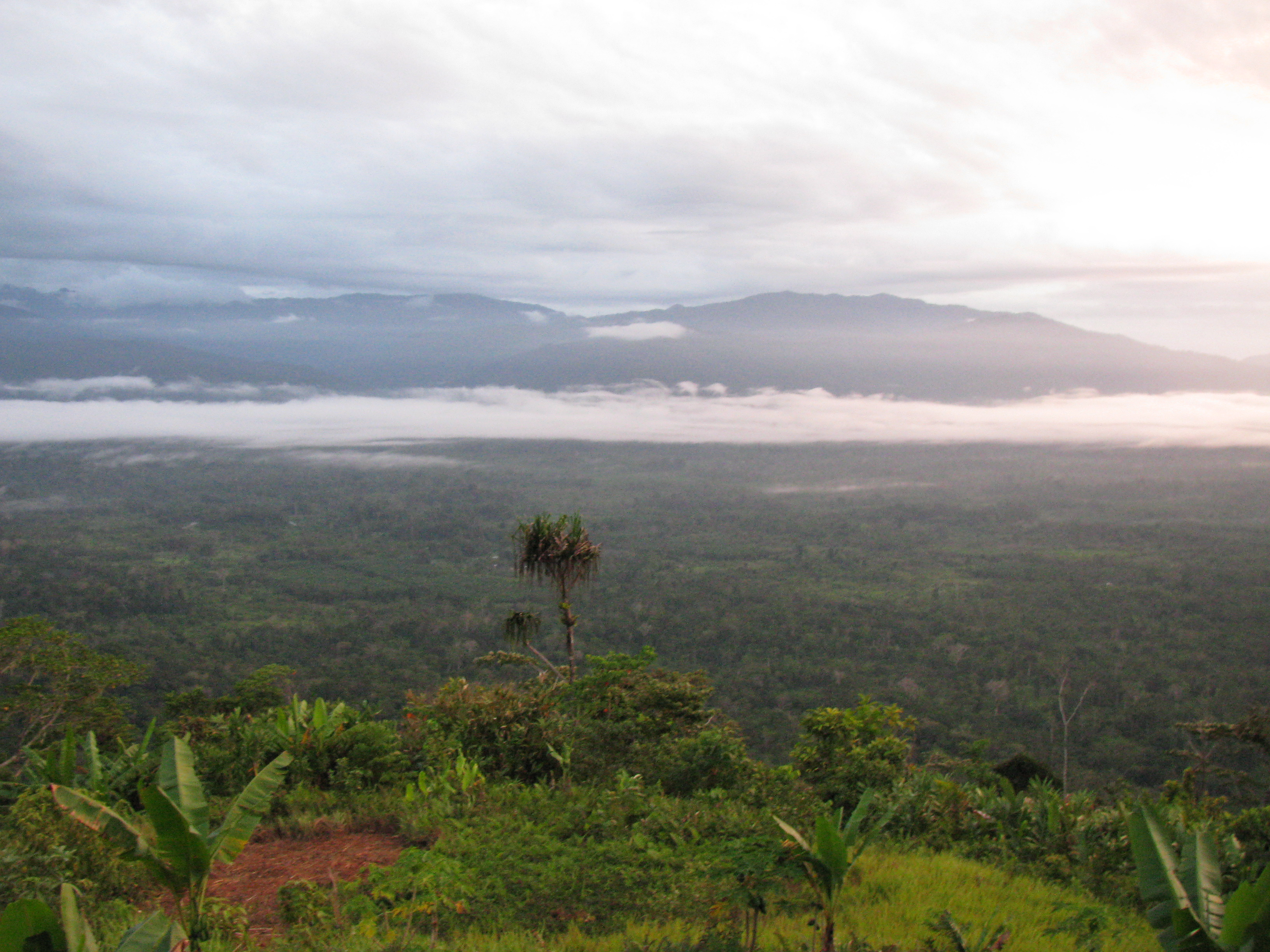
Relief montagneux dans la vallée de Kokoda.

Le temps dans la passe de Kokoda au moment de l’accident était mauvais. D’après les témoignages et les preuves photographiques recueillies par l’ATSB, la passe de Kokoda était couverte de nuages, ce qui compliquait la perception des pilotes de leur proximité avec le sol. Étant donné le terrain montagneux environnant, les nuages présents dans la passe, comme ce fut le cas ici, pouvaient considérablement limiter les options d’évitement pour l’équipage, accroître leur charge de travail, et mettre à l’épreuve leur conscience situationnelle. Une réduction de cette conscience, combinée à un relief élevé, sont des facteurs de risque connus dans les cas de vol contrôlé contre le relief (CFIT)}.
L’enquête a révélé que seul un des deux pilotes possédait une qualification IFR, l’autre ne l’ayant pas. Le copilote, Rodney Souka, avait été évalué pour les procédures d’approche aux instruments, mais n’était pas qualifié pour voler en IFR. Bien que l’équipage ait prévu un vol IFR avec procédures visuelles, les prévisions de nuages dans la zone auraient dû les alerter sur les difficultés possibles à effectuer un vol visuel dans la passe de Kokoda. Cette descente visuelle exigeait une visibilité d’au moins 5 km, alors qu’au moment de l’accident, la visibilité était inférieure à cette limite.
L’ATSB australien s’est ensuite intéressé au cas de Souka. Ils ont examiné ses antécédents médicaux et le rapport d’autopsie. Les enquêteurs ont découvert que Souka souffrait d’une maladie coronarienne critique. Le pathologiste a estimé qu’il aurait pu subir une urgence médicale à tout moment. Sa famille a déclaré ne pas être au courant de problèmes médicaux significatifs. Si une urgence s’était produite en vol, au moment où l’avion approchait les nuages au nord de la passe, cela aurait instantanément accru la charge de travail de Moala et pu la détourner de sa tâche principale : piloter l’appareil. Ces facteurs sont connus pour augmenter le risque de CFIT.
Les enquêteurs ont également souligné que l’aéroport de Kokoda manquait d’infrastructures de navigation. L’absence d’aides à la navigation au sol signifiait que la seule assistance possible pour l’équipage lors de l’approche provenait du GPS, ou du radiophare non directionnel avec équipement de mesure de distance (NDB/DME) situé à Girua.
L’enquête a conclu que l’accident était probablement un vol contrôlé contre le relief : c’est-à-dire qu’un avion en état de vol a été involontairement dirigé contre un obstacle, sans que l’équipage n’en ait conscience.